# São Pedro da Cipa
São Pedro da Cipa är en kommun i Brasilien.   Den ligger i delstaten Mato Grosso, i den centrala delen av landet, 700 km väster om huvudstaden Brasília. Antalet invånare är 4 142.
Omgivningarna runt São Pedro da Cipa är huvudsakligen savann. Runt São Pedro da Cipa är det mycket glesbefolkat, med 3 invånare per kvadratkilometer.